# Фрідріх Герц
Фрідріх «Фред» Герц (нім. Friedrich „Fred“ Herz; 1929, Боттроп)  — німецький військовий льотчик, фенріх люфтваффе, майор ВПС Біафри.

## Біографія
Під час Другої світової війни пройшов курс пілота. Після війни служив інструктором льотного училища в Ютерзені, де познайомився з нігерійськими льотчиками, які приєдналися до ВПС Біафри. У вересні 1967 року він сам прибув у Біафру як інструктора. Незабаром після свого прибуття як пілота одного з двох бомбардувальників B-25, які закупила Біафра, здійснював до трьох вильотів на день, атакуючи позиції нігерійської артилерії. 3 грудня 1967 року був змушений здійснити аварійну посадку, під час якої його штурман загинув, а сам Герц зламав ногу і втратив палець. Після одужання в січні 1968 року повернувся до Біафри, проте вже не міг літати, оскільки в Біафрі не залишилось діючих літаків. В жовтні 1968 року Герц закупив у Франції необхідні запчастини і обладнання для навчання пілотів, офіційно — для цивільного використання. В 1969 році став пілотом ескадри MFI-9, якою командував Карл Густав фон Розен. Ескадра атакувала нігерійські аеродроми, скупчення військ і місця видобутку нафти. Герц пілотував один з щойно куплених T-6 під час нальоту на Порт-Гаркорт, в наслідок якого були знищені декілька МіГ-17. У вересні 1969 року Герц був єдиним іноземцем серед 10 пілотів ВПС Біафри. В грудні 1969 року повернувся в Німеччину на різдвяні свята, а незабаром війна в Біафрі закінчилась. Всього здійснив 172 бойові вильоти на MFI-9B. В 1970 році відхилив пропозицію ЦРУ брати участь в операціях проти В'єтконгу в Камбоджі співробітником Air America. В середині 1970-х років Герц був засуджений до чотирьох років ув'язнення за контрабанду 500 пістолетів з Чехословаччини в Баварію.